# PLGA

Struttura dell'acido poli(lattico-co-glicolico). x = numero di unità di acido lattico; y = numero di unità di acido glicolico.

Il PLGA o acido poli(lattico-co-glicolico) è un copolimero che viene utilizzato in molti dispositivi terapeutici approvati dalla Food and Drug Administration (FDA), grazie alla sua biodegradabilità e biocompatibilità. Il PLGA è sintetizzato mediante co-polimerizzazione per apertura d'anello di due differenti monomeri, i dimeri ciclici (1,4-diossano-2,5-dioni) dell'acido glicolico e dell'acido lattico. I polimeri possono essere sintetizzati come sia copolimeri random o a blocchi e di imprimere in tal modo diverse proprietà al polimero. I catalizzatori comuni utilizzati nella preparazione di questo polimero comprendono lo Sn(II), come il 2-etilesanoato di stagno, gli alcossidi di Sn(II), oppure l'alluminio isopropossido. Durante la polimerizzazione, successive unità monomeriche (dell'acido glicolico o lattico) sono collegati tra loro nel PLGA da legami esterei, ottenendo così come prodotto un poliestere alifatico lineare.
A seconda del rapporto di lattide per glicolide usato per la polimerizzazione, possono essere ottenute diverse forme di PLGA: questi sono generalmente identificati in relazione al rapporto molare dei monomeri utilizzati (PLGA 75:25 identifica un copolimero la cui composizione è al 75% lattica e vi è acido glicolico al 25%). La cristallinità dei PLGAs varierà da completamente amorfa a pienamente cristallina a seconda della struttura a blocchi e del rapporto molare. I PLGAs mostrano tipicamente una temperatura di transizione vetrosa nell'intervallo 40-60 °C. Il PLGA può essere sciolto da una vasta gamma di solventi, a seconda della composizione. I polimeri con maggior lattide possono essere sciolti mediante solventi clorurati mentre materiali con maggior quantità di glicolide richiedono l'uso di solventi fluorurati quali HFIP.
PLGA degrada per idrolisi dei suoi legami esterei in presenza di acqua. È stato dimostrato che il tempo richiesto per la degradazione del PLGA è correlato al rapporto dei monomeri utilizzato nella produzione: maggiore è il contenuto di unità glicolidiche, minore è il tempo necessario per la degradazione rispetto ai materiali prevalentemente lattidei. Un'eccezione a questa regola è il copolimero con rapporto tra monomeri del 50:50 che esibisce la degradazione più veloce (circa due mesi). Inoltre, i polimeri che sono terminati con esteri (in contrasto con l'acido carbossilico libero) dimostrano una emivita di degradazione più lunga.
Il PLGA ha avuto successo come polimero biodegradabile perché subisce idrolisi nel corpo per produrre i monomeri di origine, acido lattico e acido glicolico. Questi due monomeri in condizioni fisiologiche sono sottoprodotti di varie vie metaboliche del corpo e dal momento che esso si occupa in modo efficace dei due monomeri, non vi è la minimo tossicità sistemica associata all'utilizzo di PLGA per le applicazioni di drug-delivery o nei biomateriali. Inoltre, la possibilità di adattare il tempo di degradazione del polimero alterando il rapporto dei monomeri utilizzati durante la sintesi ha fatto del PLGA una scelta comune nella produzione di una varietà di dispositivi biomedicii, quali innesti, suture, impianti, dispositivi protesici, film sigillante chirurgico, micro e nanoparticelle.